# Camillo Sivori
Camillo Ernst Sivori (Gènova, Ligúria, 25 d'octubre de 1815 - 18 de febrer de 1894) fou un violinista virtuós i compositor italià.
Camillo Sivori fou amic i mestre de Paganini. A l'edat de 6 anys, inicià els seus estudis musicals amb Paganini i més tard continuà el seu aprenentatge amb Restano, Agostino Dellepiane (director del conservatori de Gènova) i Giacomo Costa. Va esdevenir un dels pocs alumnes de Paganini. Es creu que Caterina Calcagno també va rebre lliçons del mestre, ja que la premsa la va definir com «l'alumna del cèlebre Paganini». Malauradament no hi ha més informació que ho corrobori.
Paganini li va dedicar alguna obra quan només tenia 9 anys i l'acompanyava amb la guitarra, ja que a més a més de violinista se sap que Paganini era un hàbil guitarrista. Paganini dedicà a Sivori les següents obres: “Cantabile e Waltz per violino e chitarra” (1824), una “Sonata con variazioni per violino con accompagnamento di viola, chitarra e violoncello”(1824) i “Concertino per violino e chitarra”.
Sivori, entre altres amics i mestres, va participar en nombrosos concerts privats de la noblesa i va ajudar a promoure la música de cambra.
 Disponia d'una col·lecció de violins excepcionals: Amati, Bergonzi, Stradivari, etc. però un dels seus instruments preferits era una copia del famós violí de Paganini «Cannone Guarnerius» construïda per Vuillaume i encarregada pel seu mestre. Paganini li va deixar a Vuillaume el seu famós violí en reparació i li va demanar una copia exacta del violí per al seu deixeble. Tot i que l'instrument era d'una qualitat aclaparadora va pagar un preu molt baix comparat amb el seu valor real, concretament 500 francs. Posteriorment a la seva mort va donar la seva estimada còpia de Il Cannone de Paganini al municipi de Gènova l'any 1894 on encara avui en dia es troba exposat al costat del Guarneri original.
La seva carrera violinística va ser molt intensa i reconeguda pel públic, sovint anomenat “el petit Paganini”. Als 12 anys, va començar la seva carrera com a virtuós itinerant. Va tocar per primera vegada a París el 1827 i a partir d'aquí va realitzar nombroses gires arreu d'Europa i Amèrica (aquesta última acompanyat del guitarrista Marco Aurelio Zani de Ferranti), on va esdevenir molt famós, encara que actualment existeixen molt poques referències bibliogràfiques.
No va destacar precisament per la seva composició però son interessants els seus estudis i capricis op. 25, que semblen estar molt influenciats amb la tècnica de Paganini.
Sivori formà part de la Unió Musical que fundà Louis van Waefelghem junt amb Joachim, Auer, Vieuxtemps, Sarasate que inicià els seus concerts vers l'any 1872.

## Obres
- 12 capricis per a violí, op.25
- 2 concerts per a violí
- 1 caprici fantasía per a violí i orquestra
- 2 duets concertants per a violí i piano
- Duo sobre el 'Cor de les Sirenes' de l'òpera 'Oberon', Op.28
- Fantasia sobre 'Un ball de màscares', Op.19
- 2 romanços sense paraules, op.23

## Enllaços extens
- Partitures
- http://pronetoviolins.blogspot.com.es/2009/10/sivori.html